# Ioana Petrescu (economistă)

Ioana Maria Petrescu (n. 1 iulie 1980, București, România) este o economistă română, fost ministru al finanțelor publice și consilier de stat în cadrul cancelariei prim-ministrului. Ioana Maria Petrescu a fost al 152-lea ministru al finanțelor publice ale României și prima femeie din România care a deținut această funcție. Este cercetător în politici publice la Harvard Kennedy School și președintele Asociației „Pur și Simplu Verde”, o organizație de mediu care sprijină autoritățile locale în procesul de tranziție energetică justă.

## Biografie
Părinții ei sunt ingineri și a fost crescută de bunici in localitatea Cornu. A terminat șefă de promoție la Colegiul Național Mihai Viteazul din București și a primit o bursă pentru a  studia îm SUA la Wellesley College, terminând studiile de licență cu specailizările matematică și economie și cu distincția summa cum laude. Apoi a fost acceptată la Harvard University, de unde a obținut un master în economie în 2007 și titlul de doctor în 2008.
A lucrat în domeniul politicilor publice la American Enterprise Institute în Washington, DC, înainte de o opține o poziție de cadru didactic la University of Maryland. Ioana Petrescu a fost numită, de premierul Ponta, consilier de stat la Cancelaria Premierului în septembrie 2013.

## Ministru al finanțelor
Dupa o perioadă de șase luni în care a activat în cadrul Cancelariei, este nominalizată de Victor Ponta ca ministru de finanțe. Printre proiectele de succes realizate în timpul mandatului său ca ministru de Finanțe sunt de remarcat: reducerea contribuțiilor sociale cu 5 puncte procentuale pentru angajatori, rescrierea Codului fiscal și a Codului de procedură fiscală, scutirea de la impozitare a profitului reinvestit, reducerea cu 0,5 puncte procentuale a taxei pentru construcții speciale (de la 1,5% la 1%), lansarea „Spațiului Privat Virtual”, o platformă de comunicare online între ANAF și contribuabili, modernizarea Trezoreriei cu scopul de a o transforma în acceptator de plată cu cardul, eliminarea a 92 de taxe fiscale și parafiscale, reformă menită să reducă birocrația în cadrul fiscal, a pus bazele proiectului Loteriei Fiscale, a introdus o limită a tranzacțiilor în numerar pentru reducerea evaziunii fiscale, a modernizat și întărit direcția de prețuri de transfer și a semnat și promovat tratate internaționale pentru reducerea erodării bazei de impozitare prin transferul profiturilor multinaționalelor. Este considerată cel mai performant ministru din Cabinetul Ponta de către mediul de afaceri după 100 de zile de mandat.

## Cariera
După ce a plecat din funcția de ministru, Ioana Petrescu a rămas în guvern în funcția de șef al unității de implementare a priorităților premierului, și s-a ocupat în principal de reforma în achiziții publice, transparentizarea companiilor de stat și de strategia energetică.
A intrat in Partidul PRO Romania în anul 2018 și a devenit vicepreședinte și coordonator al Consiliului de Strategii Guvernamentale al partidului. A ieșit din politica în 2020 ca să înființeze o organizație nonguvernamentală, Asociația Pur și Simplu Verde alături de subsecretarul general ONU, Robert Orr și de fostul ministru de finanțe și al mediului elen, George Papaconstantinou. Organizația promovează sustanabilitatea la nivel local și tranziția energetică justă.
În 2022 a fost numită Ambasador al Pactului Climatic European în România. Este cercetătoare la Taubman Center for State and Local Government la Harvard Kennedy School din Cambridge, MA.